# ادوارد لیتلتون
ادوارد لیتلتون (به انگلیسی: Edward Lyttelton) بازیکن فوتبال زادهٔ ۲۳ ژوئیه ۱۸۵۵ اهل انگلستان بود که سابقهٔ بازی در تیم ملی فوتبال انگلستان را در کارنامهٔ خود دارد. وی در تاریخ ۲ مارس ۱۸۷۸ تنها بازی ملی خود را در مقابل تیم ملی فوتبال اسکاتلند انجام داد.